# Boy Harsher
Boy Harsher és un grup nord-americà de música electrònica, format el 2013 a Savannah (Geòrgia). Actualment amb seu a Northampton, Massachusetts, la formació inclou la vocalista Jae Matthews i el productor Augustus Muller, que es van conèixer a una escola de cinema. La formació ha acumulat un seguit de culte des de la seva formació, i la seva cançó "Pain" s'ha convertit en un èxit underground. Matthews i Muller posseeixen i dirigeixen el segell Nude Club, dedicat exclusivament a Boy Harsher i artistes relacionats.

## Discografia
- Yr Body Is Nothing (DKA Records, 2016)
- Careful (Nude Club, 2019)